# Glossobalanus elongatus
Glossobalanus elongatus är en djurart som tillhör fylumet svalgsträngsdjur, och som beskrevs av Spengel 1904. Glossobalanus elongatus ingår i släktet Glossobalanus och familjen Ptychoderidae. Inga underarter finns listade i Catalogue of Life.